# Украина на летних юношеских Олимпийских играх 2010

## Украина на юношеских Олимпийских играх
Украина на Летние юношеские Олимпийские игры 2010 представила контингент из 55 спортсменов, которые соревнуются в двадцати двух видах спорта. В состав украинской делегации на I летних юношеских Олимпийских играх в Сингапуре также входят 27 тренеров и 8 членов официальной делегации нашей страны в Сингапуре. Наша делегация в общем количестве составляет 90 человек и является одной из самых представительских на Олимпиаде.

## Медальный зачёт
|         | Золото | Серебро | Бронза | Всего |
| ------- | ------ | ------- | ------ | ----- |
| Украина | 9      | 9       | 16     | 34    |

## Призёры Юношеской Олимпиады
| Медаль | Имя, Фамилия                | Вид спорта                                     | Дата    |
| ------ | --------------------------- | ---------------------------------------------- | ------- |
|        | Дарья Зевина                | Плавание. На спине.100м                        | 16 Авг. |
|        | Мария-Анастасия ТЕРЕХОВСКАЯ | Плавание. Вольный стиль. 50м                   | 18 Авг. |
|        | Александр САТИН             | Прыжки на батуте                               | 20 Авг. |
|        | Олег Степко                 | Спортивная гимнастика. Упражнения на коне      | 21 Авг. |
|        | Олег Степко                 | Спортивная гимнастика. Упражнения на брусьях   | 22 Авг. |
|        | Игорь ЛЯШЕНКО               | Легкая атлетика. Спортивная ходьба. 10000 м    | 22 Авг. |
|        | Екатерина ДЕРУН             | Легкая атлетика. Метание копья                 | 22 Авг. |
|        | Денис Кушниров              | Стрельба. Пневматический пистолет. 10 м        | 24 Авг. |
|        | Анастасия СПАС              | Пятиборье. Смешанная эстафета.                 | 24 Авг. |
|        | Алесандр ЛИТВИНОВ           | Вольная борьба. До 58кг                        | 15 Авг. |
|        | Ирина Ромолданова           | Тхэквондо. До 44кг                             | 15 Авг. |
|        | Наталья КОВАЛЁВА            | Академическая гребля. Одиночные                | 18 Авг. |
|        | Олег Степко                 | Спортивная гимнастика. Многоборье              | 18 Авг. |
|        | Дарья Зевина                | Плаванье. На спине. 50м                        | 19 Авг. |
|        | Олег Степко                 | Спортивная гимнастика. Вольные упражнения      | 21 Авг. |
|        | Анатолий МЕЛЬНИК            | Гребля на байдарках и каноэ. Каноз. Одиночные  | 22 Авг. |
|        | Алесандр БОНДАРЬ            | Прыжки в воду. Трамплин. 3м                    | 22 Авг. |
|        | Алесандр БОНДАРЬ            | Прыжки в воду. Вышка. 10м                      | 24 Авг. |
|        | Карина СТАНКОВА             | Вольная борьба. До 70кг                        | 16 Авг. |
|        | Мария-Анастасия ТЕРЕХОВСКАЯ | Плавание. На спине. 200м                       | 17 Авг. |
|        | Максим ДОМИНИШИН            | Тхэквондо. До 73кг                             | 18 Авг. |
|        | Константин РЕВА             | Тяжелая атлетика. До 85кг                      | 18 Авг. |
|        | Анастасия СПАС              | Современное пятиборье                          | 21 Авг. |
|        | Дмитрий АТАНОВ              | Дзюдо. До 55кг                                 | 21 Авг. |
|        | Анна ШЕЛЕХ                  | Легкая атлетика. Прыжки с шестом               | 21 Авг. |
|        | Виктор ЧЕРНЫШ               | Легкая атлетика. Прыжки в высоту               | 21 Авг. |
|        | Сергей КУЛИШ                | Пулевая стрельба. Пневматическая винтовка. 10м | 22 Авг. |
|        | Анна АЛЕКСАНДРОВА           | Легкая атлетика. Тройной прыжок                | 23 Авг. |
|        | Алёна КОЛЕСНИЧЕНКО          | Легкая атлетика. Бег. 400 м с барьерами        | 23 Авг. |
|        | Ксения ДАРЧУК               | Дзюдо. До 78кг                                 | 23 Авг. |
|        | Оксана РАЙТА                | Легкая атлетика. Бег. 2000 м с препятствиями   | 23 Авг. |
|        | Виктория ПОТЕХИНА           | Прыжки в воду. Трамплин. 3м                    | 23 Авг. |
|        | Анатолий МЕЛЬНИК            | Каноэ                                          | 25 Авг. |
|        | Ксения ДАРЧУК               | Дзюдо. Смешанная команда"Токио"                | 25 Авг. |

## Стрельба из лука
Категория: Стрельба из лука на летних юношеских Олимпийских играх 2010
- Комонюк Виталий
- Сиченникова Лидия

## Лёгкая атлетика
Категория: Лёгкая атлетика на летних юношеских Олимпийских играх 2010
- Адамчук Вадим
- Александрова Анна
- Черныш Виктор
- Дерун Катерина
- Галченко Алина
- Колесниченко Алёна
- Кушнирук Юрий
- Лященко Игорь
- Островский Дмитрий
- Райта Оксана
- Регеда Сергей
- Шелех Анна
- Швыдкий Вячеслав
- Строкан Евгений
- Ткачук Анастасия

## Бадминтон
Категория: Бадминтон на летних юношеских Олимпийских играх 2010
- Жарка Елизавета

## Бокс
Категория: Бокс на летних юношеских Олимпийских играх 2010
- Неклюдов Олег
- Скорый Александр

## Каноэ
Категория: Гребля на байдарках и каноэ на летних юношеских Олимпийских играх 2010
- Кичасова Мария
- Мельник Анатолий
- Зельниченко Василий

## Прыжки в воду
Категория: Прыжки в воду на летних юношеских Олимпийских играх 2010
- Бондарь Александр
- Потехина Виктория

## Фехтование
Категория: Фехтование на летних юношеских Олимпийских играх 2010
- Комащук Алина
- Свичкарь Роман

## Гимнастика
Категория: Прыжки на батуте на летних юношеских Олимпийских играх 2010

### Спортивная гимнастика
- Кравченко Алина
- Олег Степко

Категория: Спортивная гимнастика на летних юношеских Олимпийских играх 2010

### Прыжки на батуте
- Ключник Диана
- Сатин Александр

Категория: Художественная гимнастика на летних юношеских Олимпийских играх 2010

## Дзюдо
Категория: Дзюдо на летних юношеских Олимпийских играх 2010
- Атанов Дмитрий
- Дарчук Ксения

## Современное пятиборье
Категория: Современное пятиборье на летних юношеских Олимпийских играх 2010
- Федечко Юрий
- Спас Анастасия

## Академическая гребля
Категория: Академическая гребля на летних юношеских Олимпийских играх 2010
- Иванов Юрий
- Ковалёва Наталья

## Парусный спорт
Категория: Парусный спорт на летних юношеских Олимпийских играх 2010
- Бабыч Павел
- Ларычева София

## Стрельба
Категория: Стрельба на летних юношеских Олимпийских играх 2010
- Кулиш Сергей
- Кушниров Денис

## Плавание
Категория: Плавание на летних юношеских Олимпийских играх 2010
- Говоров Андрей
- Ковбаа Андрей
- Дарья Зевина

## Теннис
Категория: Теннис на летних юношеских Олимпийских играх 2010
- Ковалец София
- Свитолина Элина

## Тхэквондо
Категория: Тхэквондо на летних юношеских Олимпийских играх 2010
- Доминишин Максим
- Ромолданова Ирина

## Триатлон
Категория: Триатлон на летних юношеских Олимпийских играх 2010
- Сиренко Андрей

## Тяжёлая атлетика
Категория: Тяжёлая атлетика на летних юношеских Олимпийских играх 2010
- Рева Константин
- Сирота Татьяна

## Борьба
Категория: Борьба на летних юношеских Олимпийских играх 2010
- Литвинов Александр
- Станкова Карина
- Жабский Алексей